# 魚鰓

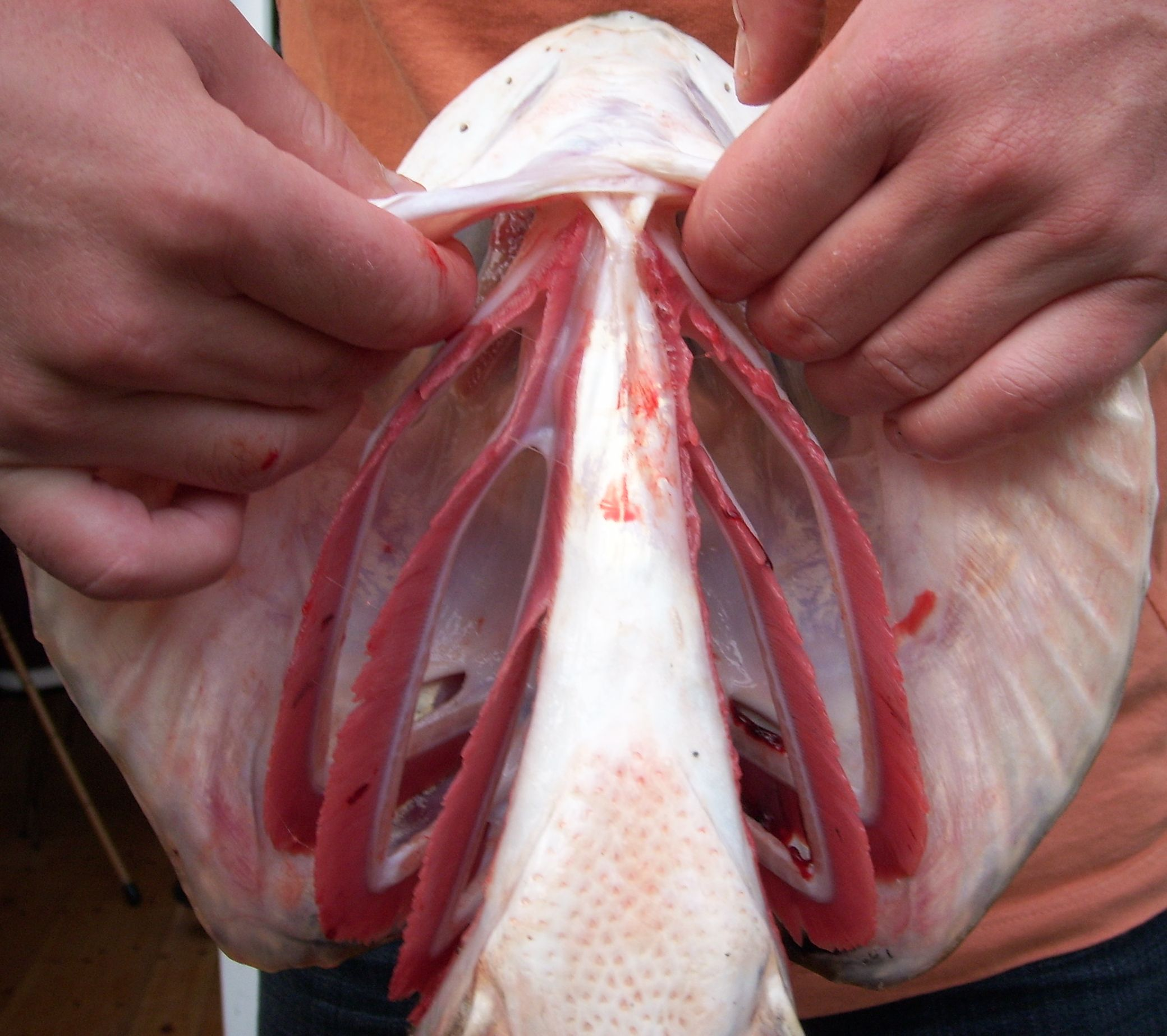
白斑狗魚的鳃弓與鰓

魚鰓是魚類的鰓，位於其咽部左右。鰓中有蛋白絲結構，其中含有毛細血管以交換氧氣與二氧化碳。它們通過將含有氧氣的水由嘴吸入鰓中來獲取之，一些魚類毛細血管中血液流向與水流相反，可以造成逆流交換，最終將含氧量減少的水從鰓中排出。
一些魚類，諸如鯊魚和七鰓鰻，擁有不止一對鰓，這與硬骨魚大相徑庭。幼年多鰭魚也有多個鰓，是一種同兩栖類幼體相似的原始結構。

## 呼吸

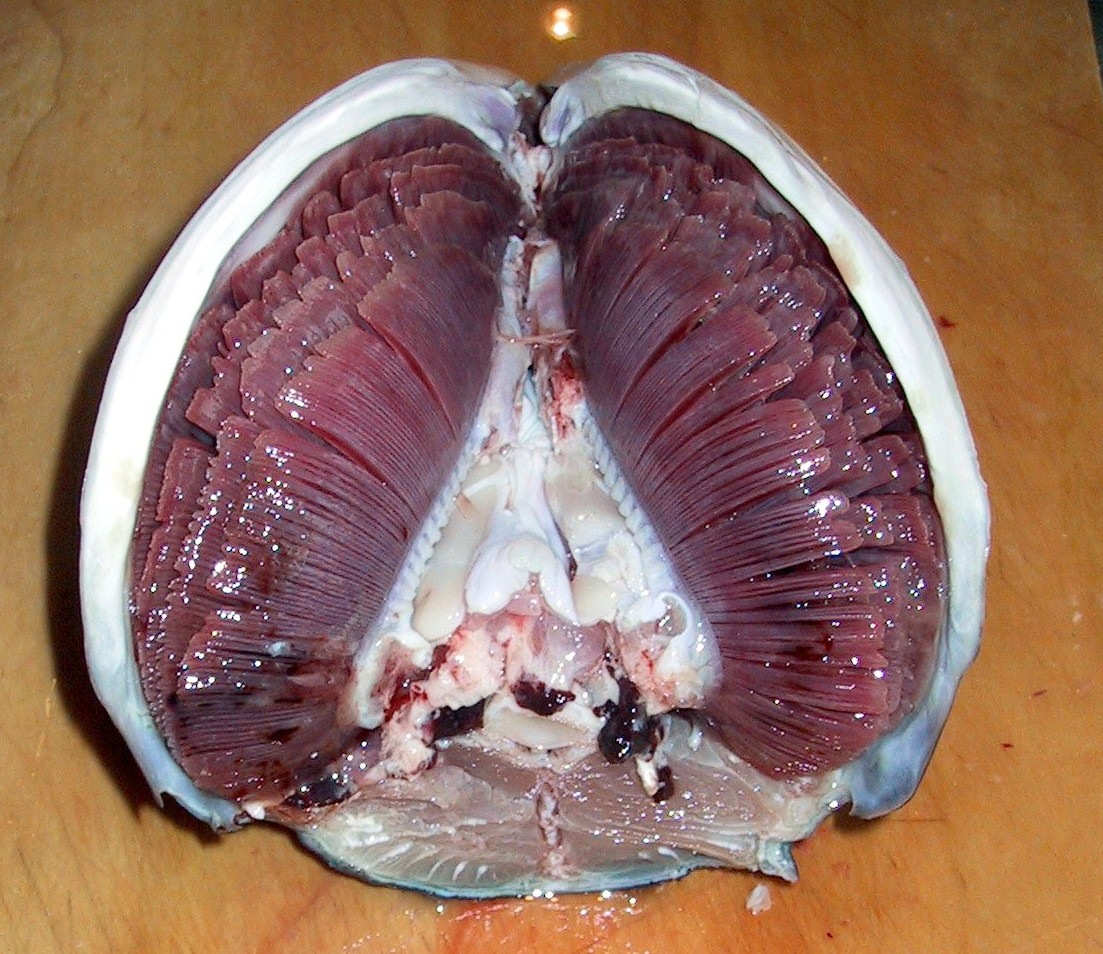
金槍魚頭部內的鰓

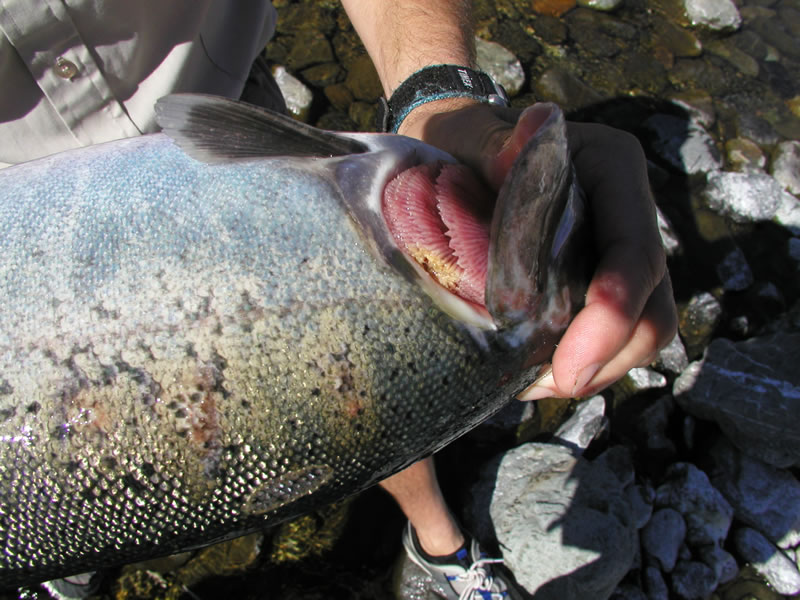
感染柱状黄杆菌的帝王鮭的鰓

首先並不是所有的魚都要用鰓呼吸，不過可以直接呼吸空氣的魚也分兩種，例如非洲肺魚是必須要隔一段時間就需要呼吸空氣的，否則它們將窒息而死。而像下口鯰這一類的魚虽然可以直接呼吸空氣，但这对它们来说并非是必要的。大部份可呼吸空氣的魚都屬於後一種，因為這樣可以最大程度地避開水面上的捕食者。 一些鳗鲡科魚類還可以直接通過皮膚吸收氧氣。
除此之外，基本上所有的有脊椎魚類都是要用鰓呼吸的，其每一個鰓頁都有鰓弓支撐。 典型的魚鰓位於咽部兩側，通過鰓裂與外部溝通。鰓中的蛋白絲結構稱為鰓小片，可以增大魚鰓與水中氧氣的接觸面積。 當一條魚呼吸時，它會規律地將水從嘴中吸入，并強迫其通過鰓流出。硬骨魚有三對鰓弓，軟骨魚則有五到七對，原始的無腭魚也有七對。而有脊椎魚類的遠祖們則更多，一些脊索動物門動物甚至有五十對鰓。
蛋白絲組成的大受氧面積對魚類換氣至關重要，因為水中溶解的氧氣只有很少一部份且速度極慢，標準狀況下水中每立方米僅僅含有二百五十克氧氣，一升淡水中只有八立方厘米氧氣，而同樣條件下空氣中則含有二百一十立方厘米， 於此同時水的粘性是空氣的一百多倍，密度則是七百多倍。 不過隨著逐漸適應，大多數魚類已不能離水存活，水的密度可以保證其鰓不相互粘連而失去呼吸能力。
高等脊椎動物不會發展出鰓，雖然它們會在生前發育階段長出鰓弓，但最終都會變成其他器官諸如甲狀腺、喉部、聽小骨的基礎。

## 硬骨魚
硬骨魚的鰓位於鰓蓋下，鰓蓋可以調整咽部水壓以保證有合適的水量通過腮部，因此並不需要“衝撞換氣”（即不停地游動），其嘴內部的閥門構造也可以防止水倒流而出。
硬骨魚的鰓弓之間沒有隔膜，每個鰓弓支撐單獨的鰓條，一些種類的魚還有鰓耙。幾乎大部份的原始硬骨魚都缺少噴水孔，而保有與之相連的假鰓，位於鰓蓋基部，大部份又已然退化，沒有保留一絲的鰓狀構造。
海生硬骨魚也用鰓來排出電解質，同時它們的鰓可能還與其體內液的同渗容摩有關。鹹水比體內液稠一些，因此鹹水魚在呼吸時會失去一部份體內的水份。爲了重新獲取，它們會喝下大量海水並排除鹽分。而淡水因為比體內液濃度低，淡水魚在呼吸時反而可以吸收到水份。
一些原始硬骨魚同兩栖動物一樣，幼體擁有從鰓弓上分出的外鰓。 成年之後退化，硬骨魚的外鰓由鰓本身控制，兩栖類則由肺部控制。在硬骨魚向四足動物進化的早期階段，內部鰓系統就已經完全消失了。

## 軟骨魚

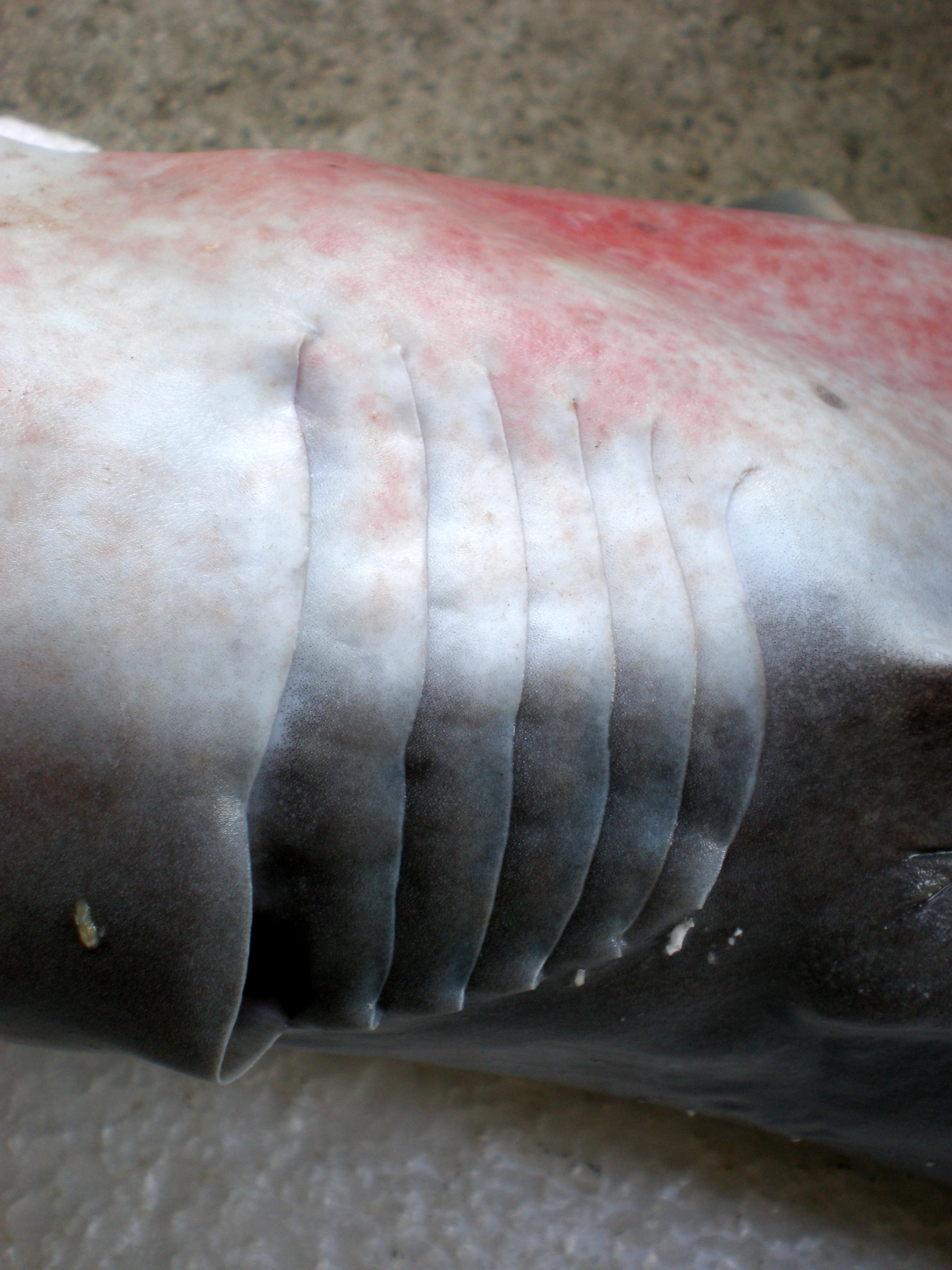
大眼六鰓鯊的六個鰓裂，大部份鯊魚僅有五個

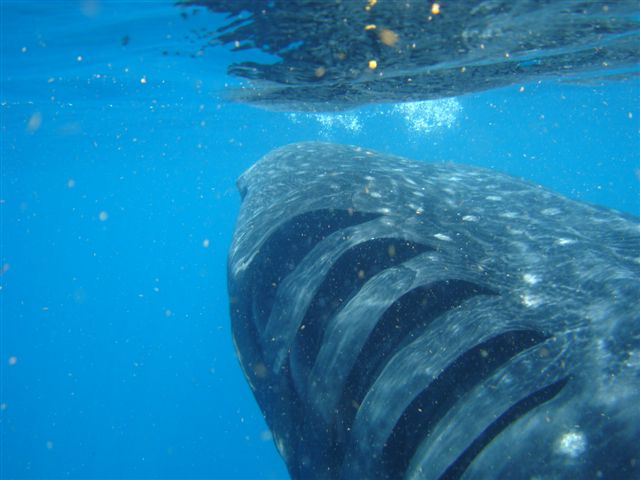
鯨鯊的鰓

鯊魚和新鰩目通常有五個鰓裂，直接與體外聯通，一些更原始的鯊魚則有六到七對。相鄰的鰓裂由軟骨鰓弓上長出的頁裝隔膜分割開來。單獨的鰓薄片位於隔膜兩側，鰓弓基部可能也支撐著鳃耙，用以過濾水。
噴水孔位於第一對鰓裂的後部，它們還有假鰓。 噴水孔可能與高等脊椎動物的耳孔是同源的。
大部份鯊魚依靠“衝撞換氣”，即通過不斷迅速遊動強迫水從腮部流過。一些底棲或者游速緩慢的軟骨魚，例如新鰩目的一些魚類，有更大的噴水孔，它們通過噴水孔來吸入水，而不是靠嘴。
銀鮫目是軟骨魚中的一個另類，它沒有噴水孔，又失去了第五對鰓裂，剩下的鰓由第一對鰓前面的隔膜進化出的鰓蓋保護。

## 七鰓鰻和八目鰻
七鰓鰻和八目鰻沒有鰓裂，它們的鰓部有一個球形囊，並有圓孔與外界聯通，每個球性囊中有兩個鰓。一些種類的圓孔已經融合，形成一個鰓蓋。七鰓鰻有七对這樣的囊，而不同種的八目鰻可能由六到十四對。八目鰻的球形囊在內部與咽相接。

## 寄生蟲

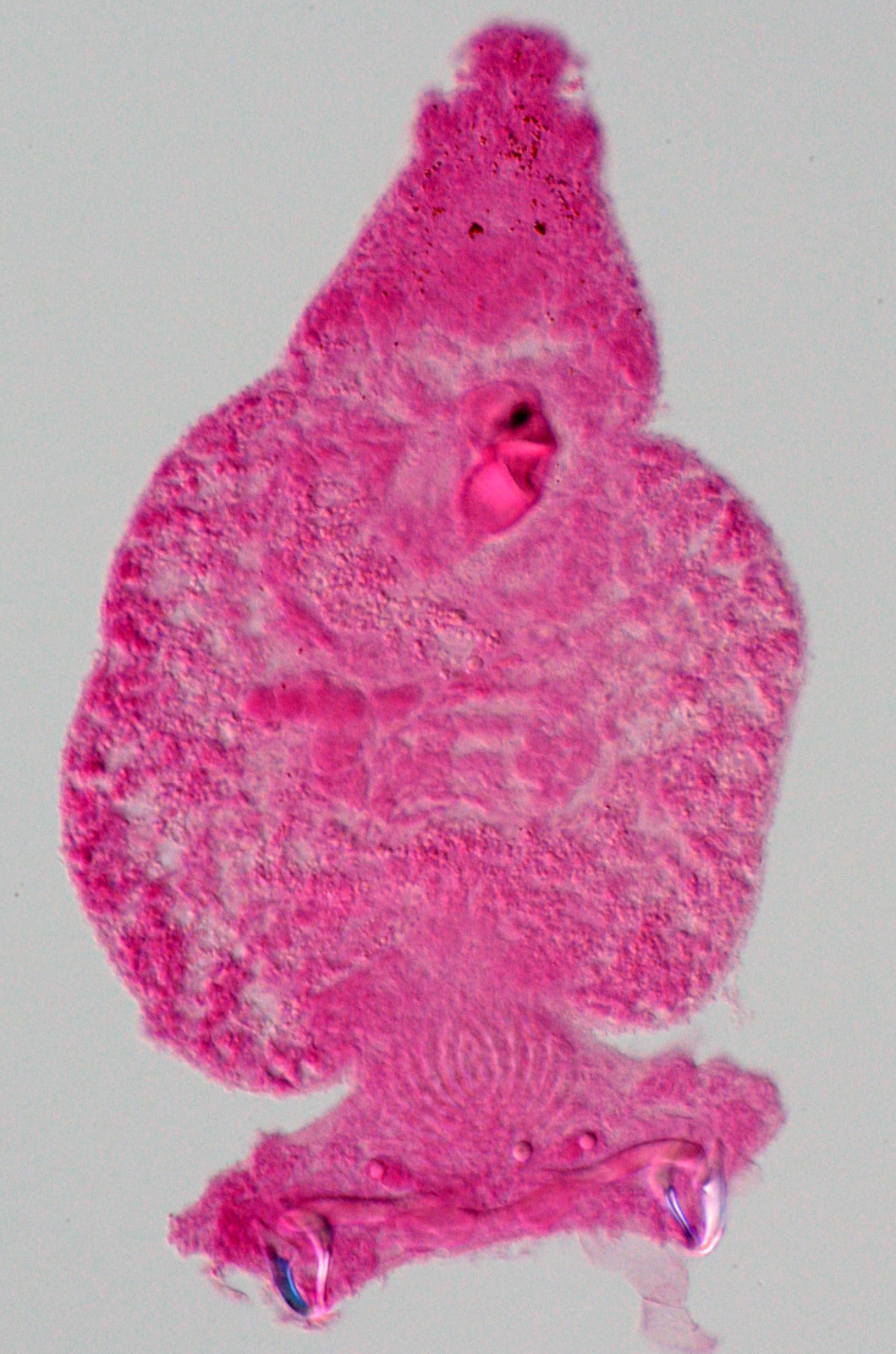
一條石斑魚鰓中的單殖亞綱寄生蟲

魚鰓是許多皮外寄生蟲（寄生於鰓的外部）的寄生地，最常見的是單殖亞綱生物和一些種類的橈足動物，其數量龐大。其他寄生蟲還包括蛭、颚水虱类幼蟲。體內寄生蟲（寄生於鰓的內部）有被囊的囊双科吸蟲成蟲。Huffmanela屬的少數線蟲，諸如Huffmanela ossicola會寄生在魚鰓骨中，涡虫纲的被囊寄生蟲Paravortex也是其中一種。寄生蟲有時是致命的，密集的寄生在鰓部可能會造成魚隻缺氧而死。

## 外部連結
- Fish Dissection - Gills exposed （页面存档备份，存于） Australian Museum. Updated: 11 June 2010. Retrieved 16 January 2012.